# Beck (Radevormwald)
Beck ist eine Hofschaft von Radevormwald im Oberbergischen Kreis im Regierungsbezirk Köln in Nordrhein-Westfalen (Deutschland).

## Lage

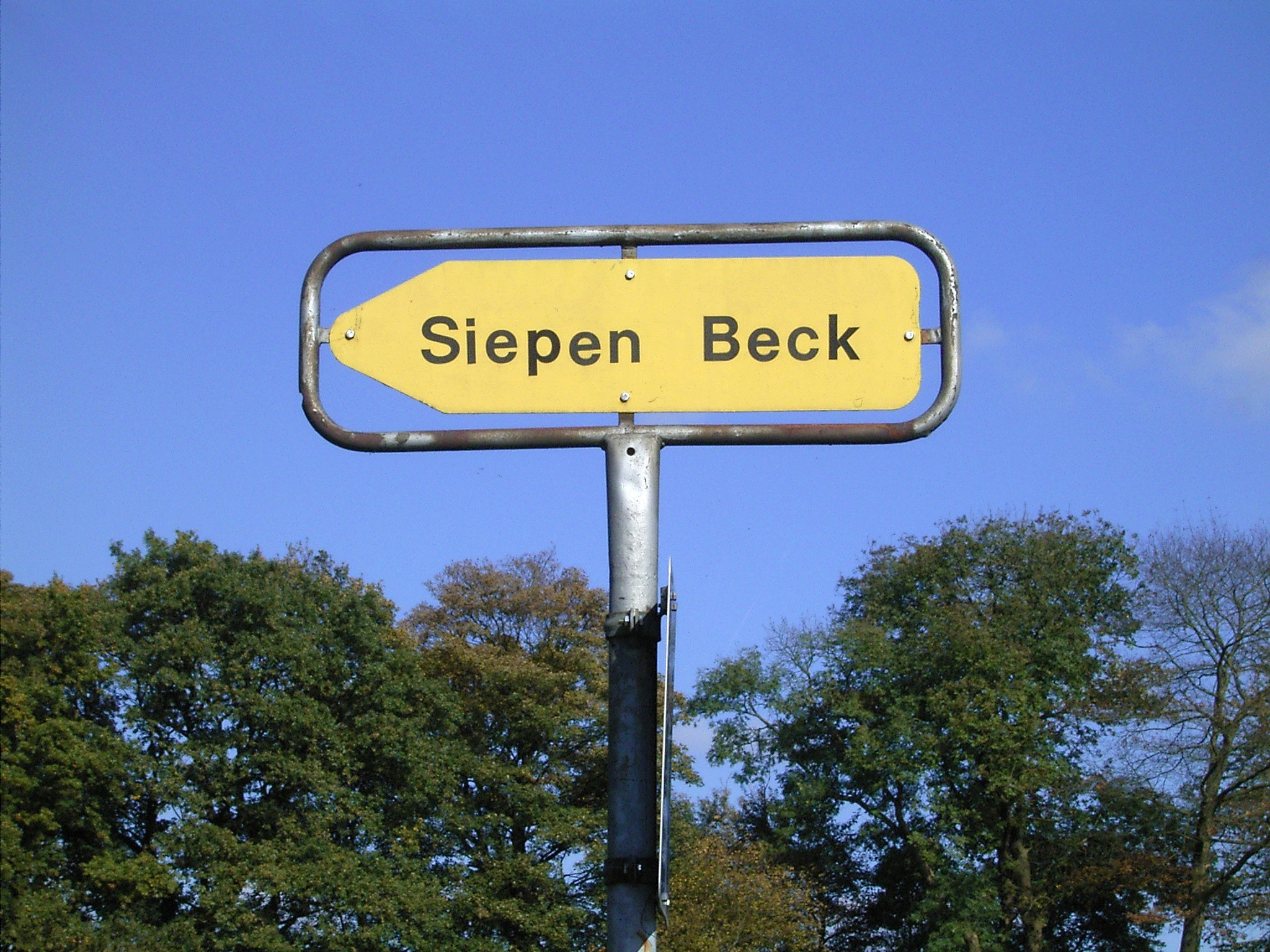
Zufahrt über Siepen

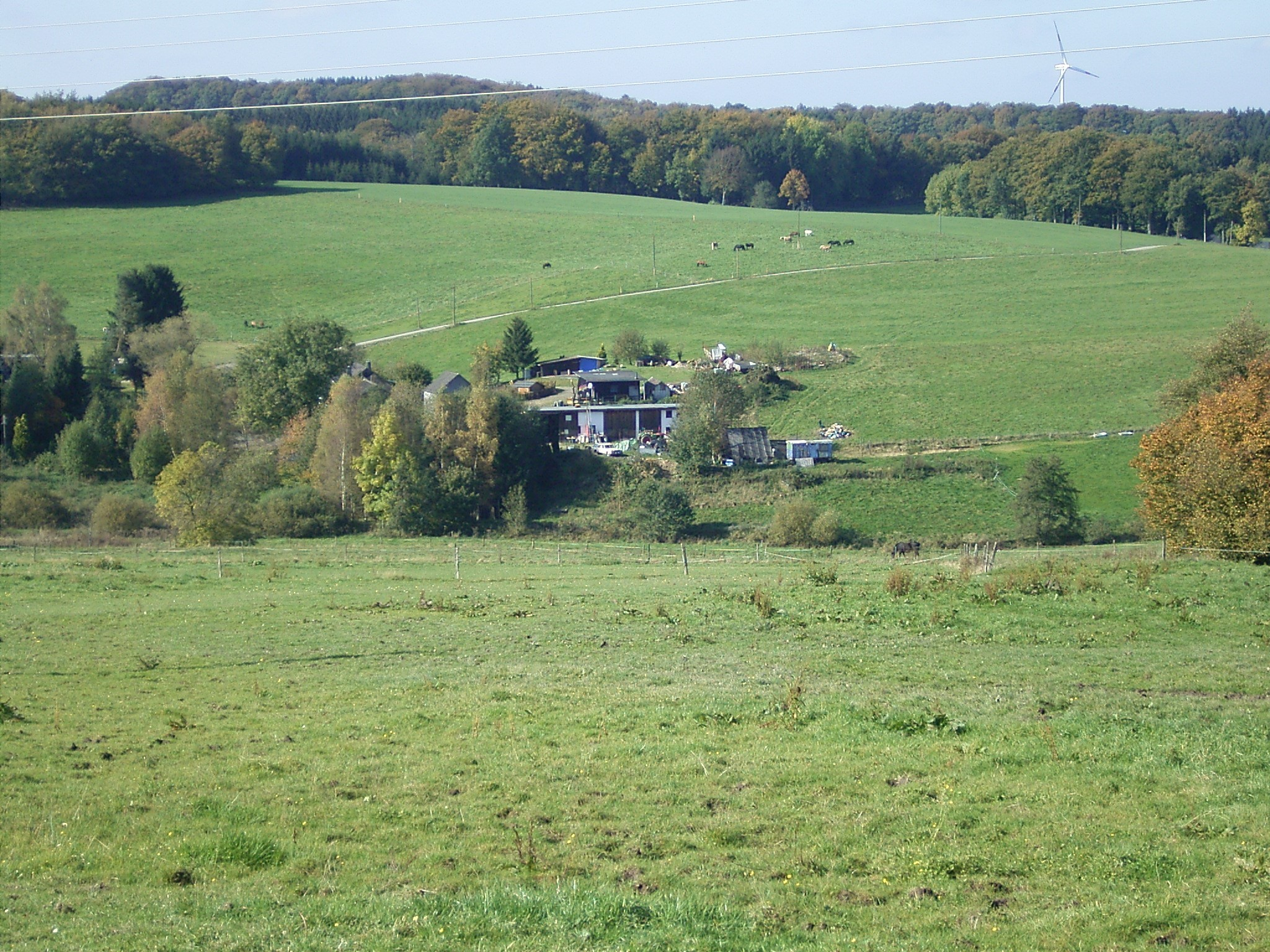
Lage im Tal

Sie liegt im Nordosten von Radevormwald unmittelbar an der Stadtgrenze zu Breckerfeld nahe der Ennepetalsperre. Die Nachbarorte heißen Braake und Siepen. Der Ort ist über eine Stichstraße zu erreichen, die von der Kreisstraße 10 abzweigt und über Siepen führt.

## Geschichte
Beck wurde im Jahr 1469 das erste Mal urkundlich erwähnt, als der Herzog Gerhard von Jülich-Berg dem Rutger Haken Mahlzwang über „22 Häuser bei Radevormwald“ gab. Die Schreibweise bei der Erstnennung lautete „Beke“.

## Wander- und Radwege
Die Ortsrundwanderwege A2 und A3 führen durch den Ort.